# Dichorisandra hirtella
Dichorisandra hirtella är en himmelsblomsväxtart som beskrevs av Carl Friedrich Philipp von Martius. Dichorisandra hirtella ingår i släktet Dichorisandra och familjen himmelsblomsväxter. Inga underarter finns listade.